# 苏珊·沃西基
苏珊·沃西基（英語：Susan Wojcicki；1968年7月5日—2024年8月9日），美国商业主管，曾任YouTube首席执行官。毕业于哈佛大学，获有加州大学圣塔克鲁兹分校的理学硕士学位以及加州大学洛杉矶分校安德森管理学院的工商管理硕士学位。Google正是在苏珊·沃西基 的车库中诞生。1998年，Google两位创始人拉里·佩奇和谢尔盖·布林将办公室设在苏珊·沃西基 的车库里。1999年，苏珊·沃西基加入谷歌。
在加入谷歌前，她曾在英特尔（Intel）任职，担任贝恩公司（Bain & Company） 和韦伯公司（R.B. Webber & Company） 的管理顾问。2014年起，苏珊·沃西基成为YouTube的首席执行官，直到2023年2月离任。
在《福布斯》杂志评选的2012年度世界百名权威女性排行榜中名列第25位。
苏珊·沃西基于2024年8月9日因肺癌去世，享年56岁。

## 早年生活
沃西基是俄罗斯犹太裔，大學時期在哈佛大学学习历史和文学，并于1990年以优异的成绩毕业。她原本打算获得经济学博士学位，并在学术界从事职业，但在发现前端互聯網趨勢後时改变计划。她还于1993年获得加州大学圣克鲁斯分校经济学理学硕士学位，并于1998年获得加州大学洛杉矶分校安德森管理学院工商管理硕士学位。